# Leadership in Energy and Environmental Design
Leadership in Energy and Environmental Design (LEED) är ett internationellt system för miljöcertifiering för byggnader. 
Certifieringen riktar in sig på minskad användning av resurser så som mark, vatten, energi och byggnadsmaterial.